# Columbia Symphony Orchestra
La Columbia Symphony Orchestra fu un'orchestra fondata dalla Columbia Records. Essa serviva per l'esecuzione delle produzioni discografiche dell'etichetta realizzate impiegando soltanto risorse della compagnia. Le registrazioni più importanti vennero realizzate sotto la direzione di Bruno Walter, che registrò le principali sinfonie di Beethoven, Brahms, Bruckner, Mahler e Mozart. Con questa orchestra, Walter realizzò la sua unica incisione stereo della Sinfonia n. 9 di Mahler, che egli aveva diretto alla prima mondiale. Anche Igor' Fëdorovič Stravinskij realizzò, con l'orchestra, numerose registrazioni delle sue composizioni.

## Discografia parziale
- Igor' Fëdorovič Stravinskij, Stravinsky Conducts Le Sacre du printemps/Petroushka - Columbia Symphony Orchestra, 1960 Columbia Masterworks – Grammy Award al miglior album di musica classica 1962 e Grammy Hall of Fame Award 2000 per Petroushka
- Igor' Stravinskij, Violin Concerto In D Major - Stravinsky/Stern/Columbia Symphony Orchestra, 1962 CBS – Miglior interpretazione solista di musica classica con orchestra (Grammy) 1963
- Igor' Stravinskij, Stravinsky Conducts Stravinsky: The Firebird - Columbia Symphony Orchestra – 1962 Columbia/CBS - Grammy Award for Best Orchestral Performance 1963
- Igor' Straviskij and the Columbia Symphony Orchestra – Stravinsky Conducts Firebird Suite/Petrushka Suite - 1967 Columbia/CBS - Grammy Award for Best Orchestral Performance 1968